# Harry Edison
Harry Edison, ps. „Sweets” (ur. 10 października 1915 w Columbus, zm. 27 lipca 1999 tamże) – amerykański trębacz jazzowy. Jeden z najwybitniejszych stylistów swingowych, grających na trąbce. Laureat NEA Jazz Masters Award 1992.

## Biografia i kariera
Urodził się według większości biografów w 1915, ale on sam twierdził, że w 1913. Jego ojcem był Indianin z plemienia Zuni, który pół roku po narodzinach syna porzucił rodzinę i słuch po nim zaginął. Wczesne dzieciństwo Harry spędził pod opieką babki (matka ciężko pracowała na utrzymanie rodziny), a potem u mieszkającego w Louisville w stanie Kentucky – wujka, górnika i farmera. To on zainteresował siostrzeńca muzyką, ucząc go gry na fisharmonii. W późniejszym czasie Harry znalazł w domu stary kornet, na którym ćwiczył gamy. Słuchał również płyt z nagraniami Louisa Armstronga i Bessie Smith, co miało wpływ na jego grę.
W wieku jedenastu lat ciężko zachorował na dur brzuszny i był bliski śmierci. Rok później matka zabrała go do Columbus. Zadowolona z muzycznych zdolności syna, kupiła mu (kosztem dużych wyrzeczeń) trąbkę, na której wkrótce zaczął grać zarobkowo w miejscowej orkiestrze, kierowanej przez Earla Hooda. W 1933 przyłączył się do The Jeter-Pillars Orchestra i wraz z nią przeniósł się do St. Louis, gdzie grał jeszcze dwa lata. Następnie został polecony Lucky’emu Millinderowi, który w Nowym Jorku prowadził wówczas znaną orkiestrę. Znalazł się w jej składzie, występując u boku doskonałych muzyków: trębacza Charliego Shaversa, pianisty Billy’ego Kyle’a i saksofonisty Dona Byasa. Praca w orkiestrze nie układała się najlepiej. Edison bowiem został z dnia na dzień zwolniony, kiedy Millinder zatrudnił Dizzy’ego Gillespiego. Ten jednak wkrótce przeszedł do orkiestry Teddy’ego Hilla i Edison został ponownie zaangażowany.
Po niemiłym okresie współpracy z Millinderem, Edison w 1937 znalazł się w big-bandzie Counta Basiego. Dzięki „miłej łagodności” jego gry Lester Young od razu nazwał go „Sweetie Pie”, co w rezultacie dało przydomek: „Sweets”. Edison grał w orkiestrze Basiego 13 lat, aż do 1950, kiedy okresowo zawiesiła działalność. W tym czasie nagrał z nią ponad 50 płyt, rejestrując m.in. swoje duety z innym wybitnym trębaczem – Buckiem Claytonem. Ponadto zaprzyjaźnił się wówczas z Billie Holiday, która występowała wtedy w zespole Basiego.
W 1952 przeprowadził się do Kalifornii, gdzie stał się bardzo pożądanym muzykiem studyjnym. Stał się też głównym trębaczem solistą w muzycznych poczynaniach Nelsona Riddle’a, aranżera, kompozytora i bandlidera, ówczesnego potentata w kalifornijskim przemyśle nagraniowym. Przez sześć był stałym członkiem orkiestr studyjnych takich gwiazd, jak Frank Sinatra, Bing Crosby, Nat „King” Cole, Ella Fitzgerald i Jerry Lewis. Uczestniczył również w realizacji ścieżek dźwiękowych do wielu filmów fabularnych. Dzięki swojej aktywności muzyka sesyjnego został objęty przez system emerytalny dla artystów studyjnych, uzyskując w ten sposób cotygodniowe i wypłacane dożywotnio świadczenie w wysokości 800 USD. Zapewniło mu to w późniejszym okresie życia wysoki standard materialny.

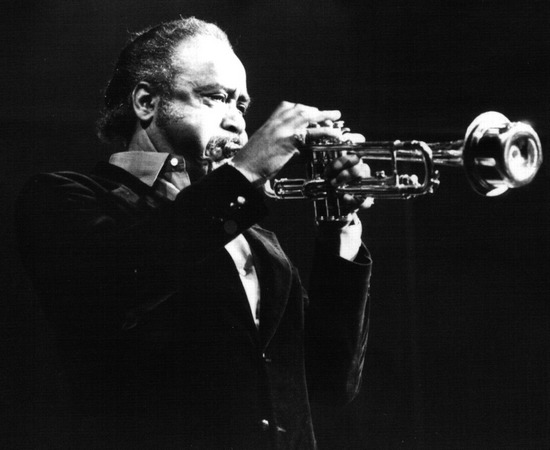
Harry Edison (1980)

W drugiej połowie lat 50. Edison prowadził także własny zespół, ponadto regularnie występował w koncertach Jazz at the Philharmonic oraz grał w orkiestrach Henry’ego Manciniego, Quincy’ego Jonesa, Buddy’ego Richa i Louiego Bellsona. Po reaktywacji big-bandu Basiego często występował z nim jako gość specjalny. Znów głównie przebywał w Nowym Jorku, gdzie odnosił sukcesy ze swoim zespołem. W jego składzie znajdował się wokalista Joe Williams, polecony „Sweetsowi” przez Basiego. Muzyczny alians Edisona z Williamsem był bardzo udany i zaowocował m.in. nagraniem kilku cenionych płyt. Na początku lat 60. jednak Edison postanowił powrócić do Kalifornii i pracy muzyka studyjnego. Jako członek zespołów akompaniujących występował również w cyklicznych i pojedynczych telewizyjnych programach rozrywkowych, których gwiazdami byli m.in. Frank Sinatra, Rosemary Clooney, Glen Campbell, Bill Cosby i Della Reese. Reaktywował także swoją grupę (kwintet), z którą występował w Los Angeles i Las Vegas, mając długoterminowe angaże.
W latach 70. corocznie koncertował w Europie, początkowo z big-bandem Louiego Bellsona, a potem z mniejszym zespołem, który prowadził wraz ze starym przyjacielem z orkiestry Basiego, saksofonistą Eddiem „Lockjaw” Davisem. W późniejszym okresie zajął się także działalnością edukacyjną, prowadząc stałe seminaria jazzowe na słynnym Uniwersytecie Yale. Dwukrotnie (1983, 1992) otrzymał Jazz Tribute Award, przyznawaną corocznie przez Los Angeles Jazz Society, niekomercyjną organizację, mającą na celu „zainteresowanie, edukowanie i zaangażowanie uczniów szkół publicznych w żywe rytmy i dźwięki jedynej w pełni amerykańskiej muzyki – jazz”.
W 1985 stwierdzono u niego chorobę nowotworową. Nie zakończył jednak kariery i niemal do końca życia pozostał aktywnym artystą. Na krótko przed śmiercią powrócił do rodzinnego Columbus, żeby być blisko mieszkającej tam córki. Zmarł 27 lipca 1999.

## Epizody filmowe
- Edison jako jeden z muzyków jam session pojawił się w słynnym, krótkometrażowym filmie dokumentalnym Jammin’ The Blues. Wyprodukowany przez Normana Granza, a sfotografowany i wyreżyserowany przez Gjona Mili obraz uzyskał w 1944 nominację do nagrody Oscara. Obecnie jest dostępny w formacie DVD pod nazwą handlową: Jammin’ the Blues • Norman Granz Presents Improvisations.
- Nagrał partie trąbki, eksponowane w ścieżce muzycznej biograficznego filmu Lady Sings the Blues z 1972, w którym główną rolę (Billie Holiday) zagrała Diana Ross.

## Dyskografia
| - 1953/2003 Harry Edison Quartet (Pacific Jazz/Fresh Sounds Spain) - 1954 Willie Smith with Harry Edison (Aladdin Records) - 1955/2003 Buddy and Sweets (Verve) - 1956/2005 Sweets (Verve) - 1958/1999 Mr. Swing/The Swinger (2CD) (Polygram) - 1958/2009 The Swinger • Complete 1958 Sextet Sessions (Fresh Sound Records) - 1958/2008 Stan Getz • Gerry Mulligan • Harry Edison – Jazz Giants '58 (Verve) - 1960/2008 Patented by Edison (Jazz Collectors) - 1961 Joe Williams/Harry „Sweets” Edison • Together (Roulette) - 1962/1999 Jawbreakers – Eddie „Lockjaw” Davis & Harry „Sweets” (Original Jazz Classics) - 1962/2008 Ben and „Sweets” – Ben Webster • „Sweets” Edison (Sbme Special Mkts.) - 1964/1996 „Sweets” for the Sweet (Vee-Jay/Collectables) - 1974/1996 Oscar Peterson & Harry Edison (Original Jazz Classics) - 1974/1991 The Trumpet Kings Meet Joe Turner (Pablo/Original Jazz Classics) - 1976/1994 Edison’s Lights (Pablo/Original Jazz Classics) - 1976/1990 Oscar Peterson + Harry Edison + Eddie „Cleanhead” Vinson (Storyville/Pablo) - 1988 For My Pals (Pablo) - 1991 Pres & Sweets (Polygram) - 1993 Swingin’ „Sweets” (L&R) - 1997 Simply Sweets (Original Jazz Classics) - 2001 Together/Have a Good Time – Joe Williams • Harry „Sweets” Edison (Blue Note) - 2009 The Buddy Rich & Sweets Edison Quintet • Complete 1955 Hollywood Sessions (Fresh Sound Records) - 2009 Going for Myself... Harry Edison • Lester Young (101 Distribution) - 2010 What’s New? – Harry „Sweets” Edison • Sonny Stitt • Eddie „Lockjaw” Davis (HDJ) | Z Jimmym Rushingiem - 1957 The Jimmy Rushing All Stars • Gee, Baby Ain’t I Good To You (Verve/Classic Discs) Z Dukem Ellingtonem - 1959/1999 Side by Side – Duke Ellington • Johnny Hodges (Verve/Polygram) Z Herbem Ellisem - 1956/2006 Ellis in Wonderland (Norgran/Verve) Z Buddym Richem - 1956/1990 This One’s for Basie (Verve/Polygram) Z Billie Holiday - 1957/1997 Songs for Distingué Lovers (Verve/Polygram) Z Oscarem Petersonem - 1974/1995 Oscar Peterson and the Trumpet Kings • Jousts (Pablo/Original Jazz Classics) Z Jazz at the Philharmonic - 1983/1995 Eddie „Lockjaw” Davis/Harry „Sweets” Edison/Al Grey • Jazz at the Philharmonic 1983 (Pablo/Original Jazz Classics) - 1983 Return to Happiness • Jazz at the Philharmonic • Yoyogi National Stadium, Tokyo, 1983 (Pablo) Z Louiem Bellsonem - 1974 150 MPH (Concord) Z różnymi artystami - 1972/1991 Jazz at the Santa Monica Civic '72 (3CD) (Pablo) - 2004 Harry „Sweets” Edison & Charlie Shavers • Complete at Midnight & at Riverside Sessions 1955-66 (WordPress) |

## Upamiętnienie
W 1994 został wprowadzony do Panteonu Sław Big-bandów i Jazzu (The Big Band and Jazz Hall of Fame).